# Diastrophus

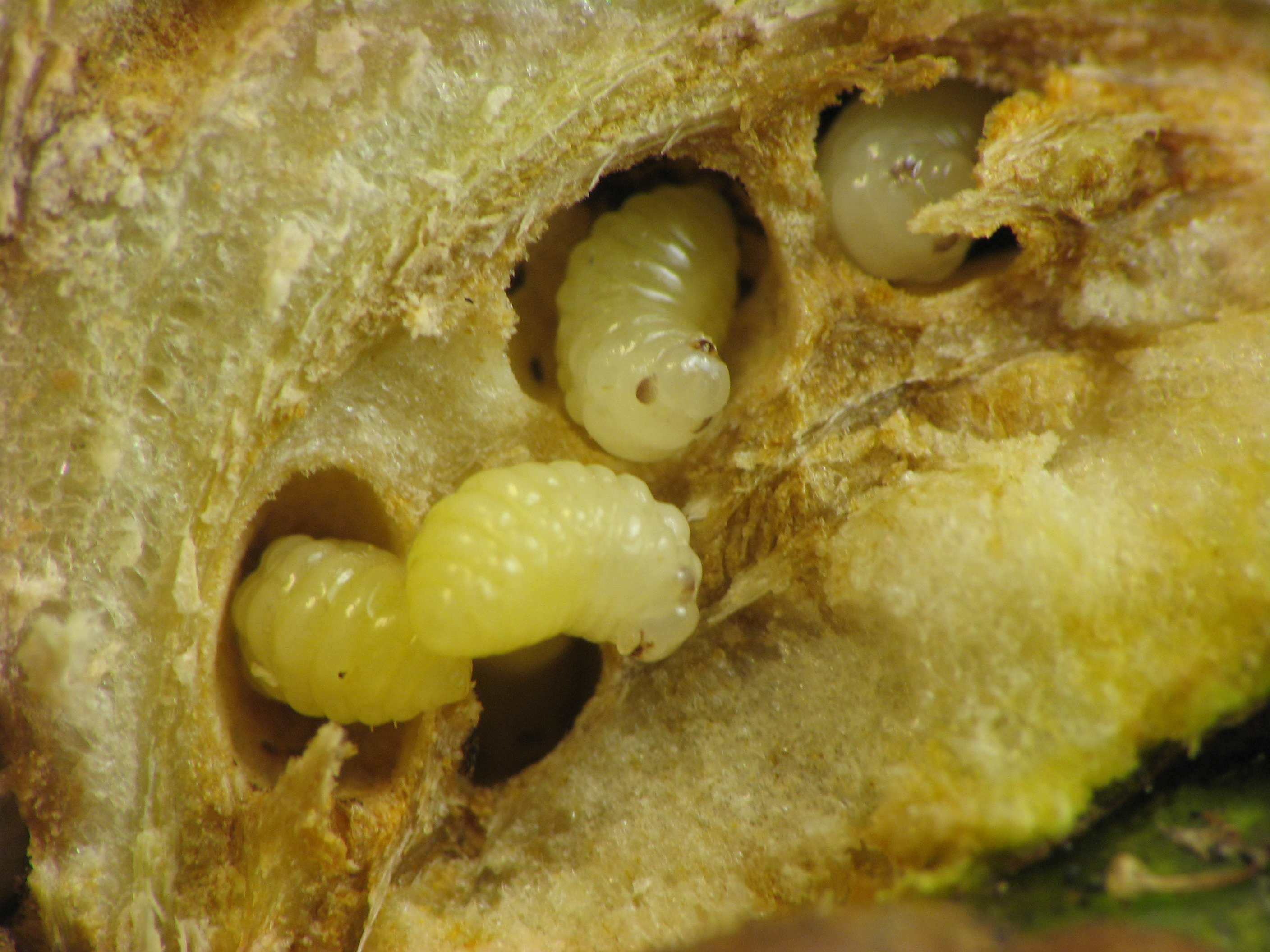
Diastrophus nebulosus, larvas en agalla

Diastrophus es un género de avispas formadoras de agallas, familia Cynipidae. Hay por lo menos ocho especies descritas de Diastrophus.

## Especies
- Diastrophus colombianus Nieves-Aldrey, 2013 n
- Diastrophus cuscutaeformis b
- Diastrophus kincaidii Gillette, 1893 b
- Diastrophus mayri Reinhard, 1876 g
- Diastrophus nebulosus b
- Diastrophus potentillae Bassett, 1864 i c g b
- Diastrophus rubi (Bouché, 1834) i c g
- Diastrophus turgidus Bassett, 1870 i c g

Fuentes: i = ITIS, c = Catalogue of Life, g = GBIF, b = Bugguide.net n = ResearchGate